# Behrens-Fisher-Problem
Das Behrens-Fisher-Problem ist eine Problemstellung der mathematischen Statistik, deren exakte Lösungen nachgewiesenermaßen unerwünschte Eigenschaften haben, weswegen man Approximationen bevorzugt.
Gesucht ist ein nichtrandomisierter ähnlicher Test der Nullhypothese gleicher Erwartungswerte, {\displaystyle H_{0}\colon \,\mu _{1}=\mu _{2}}, zweier normalverteilter Grundgesamtheiten, deren Varianzen {\displaystyle \sigma _{1}^{2}} und {\displaystyle \sigma _{2}^{2}} unbekannt sind und nicht als gleich vorausgesetzt werden. Die Ähnlichkeit des Tests besagt dabei, dass die Nullhypothese bei deren Gültigkeit exakt mit Wahrscheinlichkeit {\displaystyle \,\alpha }, dem vorgegebenen Signifikanzniveau, abgelehnt wird, wie groß und unterschiedlich auch immer die unbekannten Varianzen {\displaystyle \sigma _{1}^{2}} und {\displaystyle \sigma _{2}^{2}} sind. Aus Gründen der Macht des Tests bezieht man sich auf folgende „Behrens-Fisher“-Testgröße:
{\displaystyle T={{\bar {x}}_{1}-{\bar {x}}_{2} \over {\sqrt {s_{1}^{2}/n_{1}+s_{2}^{2}/n_{2}}}},}
wobei {\displaystyle {\bar {x}}_{1}} und {\displaystyle {\bar {x}}_{2}} die Mittelwerte und {\displaystyle \,s_{1}} und {\displaystyle \,s_{2}} die Standardabweichungen der beiden Stichproben sind; mit {\displaystyle \,n_{1}} und {\displaystyle \,n_{2}} wird deren jeweiliger Umfang bezeichnet.
Das Behrens-Fisher-Problem verallgemeinert den t-Test für zwei unabhängige Stichproben; dieser setzt nämlich voraus, dass die Varianzen beider Grundgesamtheiten übereinstimmen.

## Entstehung
Ronald Fisher führte 1935 die „fiducial inference“ zur Lösung dieses Problems ein. Er bezog sich hierbei auf eine frühere Arbeit von Walter-Ulrich Behrens aus dem Jahr 1929. Behrens und Fisher schlugen vor, die Verteilung der oben erwähnten Testgröße {\displaystyle \,T} zu bestimmen.
Fisher approximierte diese Verteilung, indem er die Zufälligkeit der relativen Größe {\displaystyle [(s_{1}^{2}/n_{1})/(s_{1}^{2}/n_{1}+s_{2}^{2}/n_{2})]^{1/2}} ignorierte. Folglich hatte der so entstandene Test nicht die gewünschte Eigenschaft, die Nullhypothese mit Wahrscheinlichkeit {\displaystyle \alpha } abzulehnen, wenn immer sie zutrifft.
Das rief eine Kontroverse hervor, die gemeinhin als das Behrens-Fisher-Problem bekannt ist.

## Nichtexistenz einer wünschenswerten Lösung
Linnik (1968, Theorem 8.3.1) hat gezeigt, dass es für die Grenze zwischen Annahme und Ablehnbereich der eingangs genannten Behrens-Fisher-Testgröße {\displaystyle \,T} keine stetige Funktion gibt, die nur vom Quotienten der empirischen Varianzen der Mittelwerte, {\displaystyle (s_{1}^{2}/n_{1})/(s_{2}^{2}/n_{2})}, (und natürlich Konstanten wie {\displaystyle \,\nu _{1}=n_{1}-1}, {\displaystyle \,\nu _{2}=n_{2}-1} und dem Signifikanzniveau {\displaystyle \,\alpha }) abhängt. Die Grenze zwischen Annahme- und Ablehnbereich jeder exakten Lösung des Behrens-Fisher-Problems ist notwendigerweise unstetig in diesem Quotienten. Mehr noch: Eine exakte Lösung fordert, dass der Ablehnbereich der Behrens-Fisher-Testgröße Umgebungen von Punkten enthält, für die {\displaystyle {\bar {x}}_{1}={\bar {x}}_{2}} ist, eine untragbare Eigenschaft (Linnik, 1968). Dass sich Linnik anstatt auf {\displaystyle \,T} und den genannten Varianzquotienten auf {\displaystyle ({\bar {x}}_{1}-{\bar {x}}_{2})/s_{2}} und {\displaystyle \,s_{1}/s_{2}} bezieht, ist nicht wesentlich, da mittels letzterer das Problem in äquivalenter Weise beschrieben wird.

## Beste Approximation mittels eines nichtkonvergenten Reihenansatzes
Eine Arbeit, die Linnik (1968) nie erwähnt hat, ist die von B. L. Welch (1947). Schon zwei Jahrzehnte früher hat nämlich Welch (1947), der, wie Fisher, am University College London tätig war, einen Ansatz zur exakten Lösung des Behrens-Fisher-Problems gemacht, der die Grenze zwischen Annahme- und Ablehnbereich der Testgröße {\displaystyle \,T} als stetige Funktion in {\displaystyle (s_{1}^{2}/n_{1})/(s_{2}^{2}/n_{2})} beschreiben würde. Welch (1947) gibt für gegebenes Signifikanzniveau {\displaystyle \,\alpha } diese Grenze zunächst für die empirische Mittelwertsdifferenz {\displaystyle {\bar {d}}={\bar {x}}_{1}-{\bar {x}}_{2}} als Funktion {\displaystyle \,h} von den empirischen Varianzen {\displaystyle s_{1}^{2}} und {\displaystyle s_{2}^{2}} in Form einer partiellen Differentialgleichung unendlicher Ordnung exakt an. Auch beschreibt er die Methode, wie man die Lösung mittels dreier Taylor-Entwicklungen beliebig genau annähert. Die Reihenentwicklung dieser Funktion {\displaystyle \,h} lässt erkennen, dass sie in ein Produkt aus der geschätzten Standardabweichung der Mittelwertsdifferenz, {\displaystyle s_{\bar {d}}=(s_{1}^{2}/n_{1}+s_{2}^{2}/n_{2})^{1/2}}, und einer nur vom Varianzquotienten {\displaystyle (s_{1}^{2}/n_{1})/(s_{2}^{2}/n_{2})} (und Konstanten) abhängigen Funktion faktorisiert werden kann. Die entsprechend der Testgröße {\displaystyle \,T} standardisierte Funktion {\displaystyle h^{*}=h/s_{\bar {d}}} hängt also – wie gewünscht – nur vom Varianzquotienten {\displaystyle (s_{1}^{2}/n_{1})/(s_{2}^{2}/n_{2})} ab. Konvergierte nun Welch’s Reihenansatz gleichmäßig, sodass die Funktion unendlich oft differenzierbar, also auch stetig wäre, würde dies Linniks Beweis widersprechen, demgemäß es eine solche Funktion nicht gibt. Es folgt, dass Welchs Ansatz nicht gleichmäßig konvergieren kann. Graphische Darstellungen der Funktion {\displaystyle \,h^{*}} bis zu verschieden weit entwickelten Ordnungen, bei sehr kleinen wie auch etwas größeren {\displaystyle \,\nu _{1}}, {\displaystyle \,\nu _{2}} und {\displaystyle \,\alpha } lassen diese Schlussfolgerung durchaus glaubwürdig erscheinen, obwohl für nicht allzu kleine {\displaystyle \,\nu _{1}}, {\displaystyle \,\nu _{2}} und {\displaystyle \,\alpha } die Ergebnisse hinsichtlich der Glätte von {\displaystyle \,h^{*}} und der Genauigkeit der numerisch errechneten Irrtumswahrscheinlichkeiten erster Art beachtlich sind. Aspins (1948) Weiterentwicklung des Reihenansatzes von Welch bis zur vierten Potenz in Kehrwerten von Freiheitsgraden liefert die mit Abstand genaueste Approximation, es sei denn {\displaystyle \,\nu _{1}}, {\displaystyle \,\nu _{2}} und {\displaystyle \,\alpha } seien viel kleiner als üblich. Der so entstandene Welch-Aspin-Test ist in Bachmaier (2000) ausführlich und in deutscher Sprache beschrieben.

## Die Approximation im sogenannten Welch-Test
Approximative Ansätze zur Lösung des Behrens-Fisher-Problems gibt es mehrere. Eine der am meisten benutzten Approximationen (beispielsweise in Microsoft Excel) stammt ebenfalls von Welch. Man bezeichnet den auf dieser Welch-Approximation beruhenden Test auch als Welch-Test.
Die Varianz der Mittelwertsdifferenz {\displaystyle {\bar {d}}={\bar {x}}_{1}-{\bar {x}}_{2}} ist {\displaystyle s_{\bar {d}}^{2}=s_{1}^{2}/n_{1}+s_{2}^{2}/n_{2}}. Die Verteilung von {\displaystyle s_{\bar {d}}^{2}} approximierte Welch (1938) durch diejenige Pearson-Kurve vom Typ III (eine skalierte Chi-Quadrat-Verteilung), deren erste beide Momente (Erwartungswert und Varianz) mit denen von {\displaystyle s_{\bar {d}}^{2}} übereinstimmen. Dies trifft bei folgender Anzahl {\displaystyle \,\nu } an Freiheitsgraden (degrees of freedom, d.f.) mit im Allgemeinen nichtganzzahligen Werten zu:
{\displaystyle \nu ={(\gamma _{1}+\gamma _{2})^{2} \over \gamma _{1}^{2}/(n_{1}-1)+\gamma _{2}^{2}/(n_{2}-1)}\qquad {\rm {mit~~}}\gamma _{i}=\sigma _{i}^{2}/n_{i}.}
Bei Gültigkeit der Nullhypothese gleicher Erwartungswerte, {\displaystyle H_{0}\colon \,\mu _{1}=\mu _{2}}, könnte die Verteilung der eingangs erwähnten Behrens-Fisher-Testgröße {\displaystyle \,T}, die ein wenig vom Quotienten der Standardabweichungen, {\displaystyle \sigma _{1}/\sigma _{2}}, abhängt, durch Students t-Verteilung mit diesen {\displaystyle \,\nu } Freiheitsgraden approximiert werden. Nun enthält dieses {\displaystyle \,\nu } aber auch die Varianzen {\displaystyle \sigma _{i}^{2}} der Grundgesamtheiten, welche unbekannt sind. Es hat sich schließlich folgende Schätzung der Freiheitsgrade durchgesetzt, die einfach auf der Ersetzung der Grundgesamtheits-Varianzen durch die Stichproben-Varianzen beruht:
{\displaystyle {\hat {\nu }}={(g_{1}+g_{2})^{2} \over g_{1}^{2}/(n_{1}-1)+g_{2}^{2}/(n_{2}-1)}\qquad {\rm {mit~~}}g_{i}=s_{i}^{2}/n_{i}.}
Durch diese Schätzung wird aber {\displaystyle {\hat {\nu }}} eine Zufallsvariable. Eine t-Verteilung mit einer zufälligen Anzahl von Freiheitsgraden gibt es aber nicht. Das ist jedoch kein Hinderungsgrund, die Testgröße {\displaystyle \,T} mit entsprechenden Quantilswerten der t-Verteilung mit den geschätzten {\displaystyle {\hat {\nu }}} Freiheitsgraden zu vergleichen. Auf diese Weise entsteht eine unendlich oft differenzierbare von den empirischen Varianzen {\displaystyle s_{i}^{2}} abhängige Funktion als Grenze zwischen Annahme- und Ablehnbereich der Testgröße {\displaystyle \,T}.
Diese Methode hält das Signifikanzniveau nicht exakt, ist aber nicht allzu weit entfernt davon. Nur wenn die Grundgesamtheits-Varianzen, {\displaystyle \sigma _{1}^{2}} und {\displaystyle \sigma _{2}^{2}}, identisch sind oder im Falle eher kleiner Stichprobenumfänge wenigstens als nahezu identisch angenommen werden können, ist der gewöhnliche t-Test von Student die bessere Wahl.